# Foz do Sousa e Covelo
Foz do Sousa e Covelo (llamada oficialmente União das Freguesias de Foz do Sousa e Covelo) es una freguesia portuguesa del municipio de Gondomar, distrito de Oporto.

## Historia
Fue creada el 28 de enero de 2013 en aplicación de una resolución de la Asamblea de la República de Portugal promulgada el 16 de enero de 2013 con la unión de las freguesias de Covelo y Foz do Sousa, pasando su sede a estar situada en la antigua freguesia de Foz do Sousa.

## Demografía
| Gráfica de evolución demográfica de Foz do Sousa e Covelo entre 2011 y 2021 |
|                                                                             |
| Datos según el nomenclátor publicado por el INE portugués.                  |